# 全国生活と健康を守る会連合会
全国生活と健康を守る会連合会（ぜんこくせいかつとけんこうをまもるかいれんごうかい）は日本の任意団体。国や地方公共団体、大企業に対する「仕事と生活と医療の保障」の要求実現を掲げ、1954年11月20日に設立。略称は「全生連」「生健会」。

## 概要
日本国憲法第25条に規定されている生存権の保障を確立するべく、地域住民と連携し各種運動を行う地域組織の全国の連合会である。生活保護の老齢加算・母子加算の復元を目指す「生存権裁判」を各地で提起している他、公営住宅の整備などについて関係省庁へ要請を行っている。
平成23年10月1日現在、全国32都道府県に連合会があるが、都道府県組織が存在しない地域については、21の直接加盟組織を設置。

## 政治活動
しんぶん赤旗によると、2014年9月23日に結成60周年記念として開催した、全生連の第40回全国大会において、特別決議「国民の生存権を奪い､『戦争する国づくり』を進める安倍内閣を打倒しよう」を採択し、特定秘密の保護に関する法律施行反対、消費税増税反対、沖縄県知事選の呼びかけなどを訴えている。大会2日目の22日に、日本共産党の高橋千鶴子、中央社保協代表委員、全労連事務局長などがかけつけた。日本共産党系団体であるが、支持政党を問わず入会できる。

## 機関紙誌
- 週刊紙 - 「生活と健康を守る新聞」（月300円、送料別）
- 月刊誌 - 「生活と健康」（同上、臨時増刊号も随時発行[6]）

※この他にも、同会並びに税金関連のパンフレットを多数発行